# Ibrahim Abboud

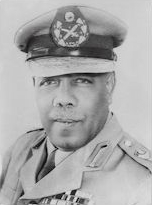
Ibrahim Abboud

 Generaal(El-Farik)Ibrahim Abboud (Suakin, 26 oktober 1900 - Khartoem, 8 september 1983) was een Soedanees legerleider en staatsman.
Ibrahim Abboud volgde een opleiding aan de Soedanese militaire academie. Tijdens de Tweede Wereldoorlog nam hij actief deel aan de veldtochten in Oost-Afrika en Libië. In 1948 werd hij kolonel en commandant van het kamelenkorps; in 1951 brigadegeneraal, in 1954 generaal-majoor en plaatsvervangend opperbevelhebber. 
Na de onafhankelijkheid van Soedan in 1956 werd hij opperbevelhebber. Bij een (geweldloze) militaire staatsgreep op 17 november 1958, waarbij het bewind van Ismael al-Azharie omver werd geworpen, greep hij de macht in Soedan. Abboud regeerde met harde hand en er kwam steeds meer verzet tegen zijn regime. Uiteindelijk kwam Abboud in 1964 ten val na een plotselinge uitbarsting van volkswoede, na "tien dagen die Soedan deden schudden" (21 - 30 oktober) en kwam er op 15 november 1964 een burgerregering.
Abboud leefde daarna in Groot-Brittannië, maar overleed, bijna 83 jaar oud, in zijn geboorteland.